# Ebenhausen (Schäftlarn)
Ebenhausen ist ein Ortsteil der oberbayerischen Gemeinde Schäftlarn im Landkreis München. 

## Geographie
Das Pfarrdorf liegt südlich von Hohenschäftlarn an der Bundesstraße 11 unweit des Isarhochufers.

## Geschichte
Ebenhausen ist urkundlich erstmals 1130 unter dem Namen Emmenhusen erwähnt. Grundherr war bis zur Säkularisation 1803 das Kloster Schäftlarn. Der Ort wurde im Zuge der Verwaltungsreformen in Bayern 1818 der politischen Gemeinde Hohenschäftlarn zugeordnet, deren Name im Jahr 1873 amtlich in Schäftlarn geändert wurde.
Bis 2001 war Ebenhausen Sitz der Stiftung Wissenschaft und Politik (SWP), die seither in Berlin residiert.
Von 1826 bis 1861 fand in Ebenhausen jährlich ein Fest zu Ehren des schwedischen Naturforschers Carl von Linné statt. Initiiert wurde die Tradition durch Carl Friedrich Philipp von Martius, den Gründer des botanischen Gartens in München, der zusammen mit Kollegen und Studenten in jedem Sommer einen Ausflug ins Isartal unternahm. Linné zu Ehren wurde von der Festgesellschaft 1828 ein Baum gepflanzt. Der Baum wurde vermutlich um die Jahrhundertwende gefällt. Am Tag des Baumes, am 13. März 2021, wurde in Erinnerung an den Linnaeus-Baum auf dem Gelände am Ebenhausener Kriegerdenkmal eine Eiche  gepflanzt.

## Wirtschaft und Infrastruktur

### Soziales
In Ebenhausen befinden sich die am 30. Dezember 2023 profanierte, ehemalige katholische Kirche St. Benedikt (erbaut 1961–1965  nach Plänen von Hans Heps) und die evangelische Heilandskirche sowie ein Alten- und Pflegeheim unter Leitung der Inneren Mission (ehemals Sanatorium Ebenhausen, 1905 von Julian Marcuse gegründet). Die Freiwillige Feuerwehr Ebenhausen sorgt für den abwehrenden Brandschutz und die allgemeine Hilfe insbesondere auf örtlicher Ebene.

### Verkehrsanbindung
Ebenhausen liegt an der Bundesstraße 11, die von München nach Innsbruck führt. Es verfügt über einen eigenen S-Bahnhof, an dem die S7 verkehrt, die Wolfratshausen und München miteinander verbindet. Der Bahnhof wurde für die historische Isartalbahn zwischen München und Bichl eingerichtet.

### Wirtschaft
Der Verlag Langewiesche-Brandt, der 1906 gegründet wurde, hatte seinen Sitz in Ebenhausen. 2010 hat er sein Buchprogramm an den Verlag C.H. Beck übergeben.

## Sehenswürdigkeiten
In Ebenhausen ist das ehemalige, 1934 erbaute Postamt als Sehenswürdigkeit besonders erwähnenswert, ein Beispiel des Neuen Bauens in Bayern, dessen ursprüngliche Gestaltung nach umfangreichen Umbauarbeiten kaum noch zu erkennen ist. Sehenswert ist auch der Gasthof zur Post, von dem behauptet wird, dass Goethe dort auf seiner Reise nach Italien übernachtet haben soll.
Die katholische Kirche St. Benedikt wurde 1965 nach Entwürfen des Architekten Hans Heps erbaut. Sie wurde aufgrund fehlender Mittel zur Sanierung zum 31. Dezember 2023 profaniert. Im Oktober 2024 wurde der Rückbau von der Kirchenverwaltung beschlossen, da eine Investorensuche erfolglos blieb.